# Юхари-Мака
Юхари-Мака (лезг. Вини Мака) — упразднённое село в Курахском районе Дагестана. На момент упразднения входило в состав Курахского сельсовета. В 1960 году в плановом порядке жители села были переселены в село Магарамкент.

## География
Располагалось на правом берегу реки Аркулуг, у подножья горы Чафардаг, в 7,5 км (по прямой) к северу-северо-востоку от села Курах.

## История
До вхождения Дагестана в состав Российской империи селение входило в состав Курахского магала Кюринского ханства. После присоединения ханства к Российской империи числилось в Юхари-Макинском сельском обществе Курахского наибства Кюринского округа Дагестанской области. В 1895 году селение состояло из 73 хозяйств. По данным на 1926 год село состояло из 78 хозяйств. В административном отношении являлось центром Юхари-Макинского сельсовета Курахского района. В 1930-е годы создан колхоз «Победа». В 1954 году передано в состав Курахского сельсовета. С 1960 года было начато плановое переселение жителей села в село Магарамкент. Исключено из учётных данных к середине 1960-х годов.

## Население
| Год       | 1895 | 1908 | 1926 | 1939 |
| --------- | ---- | ---- | ---- | ---- |
| Население | 453  | 571  | 349  | 420  |

По данным Всесоюзной переписи населения 1926 года, в национальной структуре населения лезгины составляли 100 %